# 2017 WORLD TOUR WHITE NIGHT TAEYANG
"2017 WORLD TOUR WHITE NIGHT TAEYANG"은 태양의 네번째 단독 콘서트이자 두번째 월드투어이고 전세계적으로 하는 투어는 이번이 처음이다. 

## 세트 리스트
1. "Ringa Linga" 
2. "아름다워" 
3. "Super star" 
4. "Break Down" 
5. "나만 바라봐" 
6. "Wedding Dress" 
7. "새벽 한 시" 
8. "You're My" 
9. "I Need A Girl" 
10. "So Good" 
11. "Love You To Death 
12. "겁(with 송민호) 
13. "Last Dance" 
14. "눈,코,입"  
앵콜;
15. "GOOD BOY" 
16. "Stay With Me" 
17. "아름다워(앵콜)" 
18. "Bang Bang Bang" 
19. "Fantastic Baby" 

## 투어 일정
| 날짜              | 국가       | 도시         | 장소                                    | 게스트   | 관객 수         |
| 아시아            | 아시아     | 아시아       | 아시아                                  | 아시아   | 아시아          |
| ----------------- | ---------- | ------------ | --------------------------------------- | -------- | --------------- |
| 2017년 7월 8일    | 일본       | 지바현       | zozo 마린 스타디움                      |          | 통산 50000명    |
| 2017년 7월 9일    | 일본       | 지바현       | zozo 마린 스타디움                      |          | 통산 50000명    |
| 2017년 8월 5일    | 일본       | 효고 현      | 고베 종합 운동 공원 야구장              | 블랙핑크 | 통산 약 50000명 |
| 2017년 8월 6일    | 일본       | 효고 현      | 고베 종합 운동 공원 야구장              |          | 통산 약 50000명 |
| 2017년 8월 26일   | 대한민국   | 서울         | 잠실 실내 체육관                        |          | 통산 약 25000명 |
| 2017년 8월 27일   | 대한민국   | 서울         | 잠실 실내 체육관                        | 송민호   | 통산 약 25000명 |
| 북아메리카        |            |              |                                         |          |                 |
| 2017년 8월 31일   | 미국       | 토론토       | international centre                    |          |                 |
| 2017년 9월 1일    | 미국       | 뉴욕         | the theater at madison square garden    |          |                 |
| 2017년 9월 3일    | 미국       | 시카고       | 아라곤 볼룸                             |          |                 |
| 2017년 9월 6일    | 미국       | 애틀란타     | 코브 에너지 퍼포밍 아츠 센터            |          |                 |
| 2017년 9월 8일    | 미국       | 댈러스       | bomb factory                            |          |                 |
| 2017년 9월 10일   | 미국       | 산호세       | City National Civic                     |          |                 |
| 2017년 9월 12일   | 미국       | 로스앤젤렌스 | Pellissier Building and Wiltern Theatre |          |                 |
| 2017년 9월 14일   | 캐나다     | 벤쿠버       | the orpheum                             |          |                 |
| 2017년 9월 15일   | 캐나다     | 벤쿠버       | the orpheum                             |          |                 |
| 아시아            |            |              |                                         |          |                 |
| 2017년 9월 22일   | 필리핀     | 마닐라       | 스마트 아라네타 콜리세움                |          |                 |
| 2017년 9월 24일   | 중국       | 홍콩         | 아시아 월드 엑스포 홀 10                |          |                 |
| 2017년 10월 13일  | 인도네시아 | 자카르타     | 지엑스포                                |          |                 |
| 2017년 10월 15일  | 말레이시아 | 쿠알라룸푸르 | 스타디움 느가라                         |          |                 |
| 2017년 10월 21일  | 중국       | 마카오       | 스테디오 시티 이벤트 센터               |          |                 |
| 2017년 10월 27일  | 싱가포르   | 싱가포르     | star theater                            |          |                 |
| 2017년 10 월 29일 | 대만       | 타이페이     | Linkou stadium                          |          |                 |
| 추후 미정         |            |              |                                         |          |                 |